# Quá cảnh của Trái Đất từ Sao Hỏa

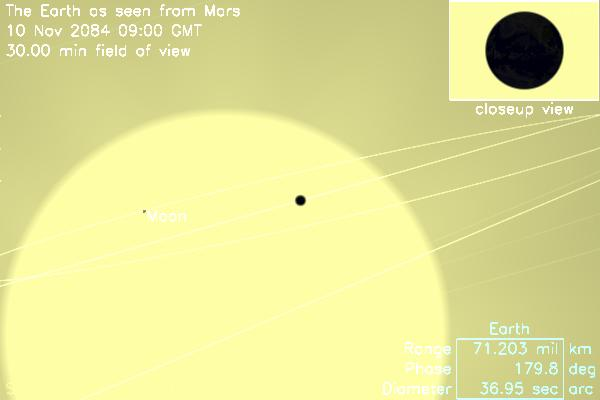
Trái Đất và Mặt Trăng đi qua Mặt Trời năm 2084, nhìn từ Sao Hỏa. Hình ảnh được tạo bằng JPL Solar System Simulator

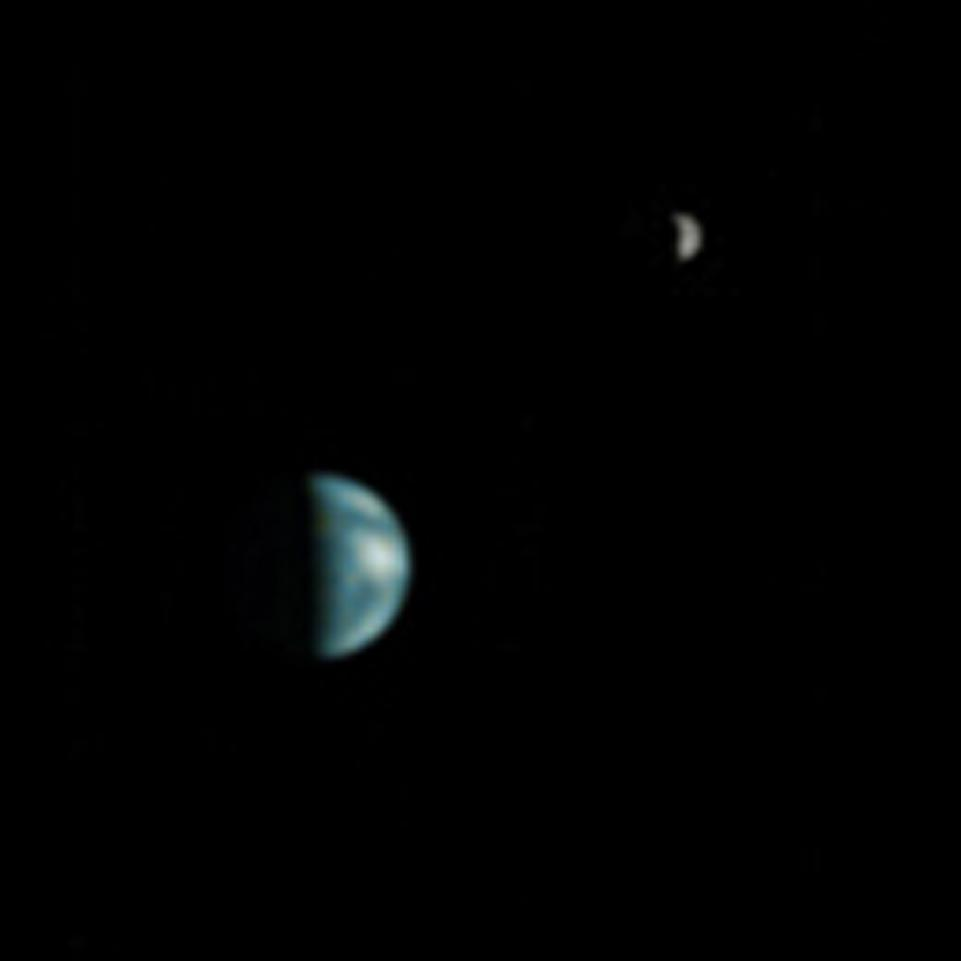
Trái Đất và Mặt Trăng từ Sao Hỏa, được chụp bởi Nhà khảo sát Toàn cầu Sao Hỏa

Sự Quá cảnh của Trái Đất qua Mặt Trời khi nhìn từ Sao Hỏa diễn ra khi hành tinh Trái Đất đi thẳng giữa Mặt Trời và Sao Hỏa, che khuất một phần nhỏ của đĩa Mặt Trời đối với một người quan sát trên Sao Hỏa. Trong quá trình vận chuyển, Trái Đất sẽ được nhìn thấy từ Sao Hỏa khi một đĩa đen nhỏ di chuyển trên mặt của Mặt Trời. Chúng xảy ra cứ sau 26, 79 và 100 năm, và cứ sau 1.000 năm lại có thêm một quá cảnh 53 năm nữa.

## Giao hội
Quá trình di chuyển của Trái Đất từ Sao Hỏa thường xảy ra theo cặp, lần lượt theo sau nhau sau 79 năm; hiếm khi, có ba lần trong chuỗi. Quá cảnh cũng tuân theo chu kỳ 284 năm, xảy ra trong các khoảng thời gian 100,5, 79, 25,5 và 79 năm; một quá cảnh rơi vào một ngày cụ thể thường được theo sau bởi một quá cảnh khác 284 năm sau. Quá trình chuyển đổi xảy ra khi Sao Hỏa ở nút tăng dần của nó là vào tháng Năm, những lần tại nút giảm dần xảy ra vào tháng 11. Chu kỳ này tương đối gần với quỹ đạo 151 của Sao Hỏa, quỹ đạo 284 của Trái Đất và chu kỳ đồng bộ 133 và tương tự như chu kỳ chuyển tiếp của Sao Kim từ Trái Đất, theo chu kỳ 243 năm (121,5, 8, 105,5, 8). Hiện tại có bốn loạt hoạt động như vậy, bao gồm từ 8 đến 25 lần quá cảnh. Một lần quá cảnh mới được thiết lập để bắt đầu vào năm 2394. Chuỗi cuối cùng kết thúc là vào năm 1211.

## Nhìn từ sao Hỏa
Không ai từng nhìn thấy quá cảnh Trái Đất từ Sao Hỏa, nhưng hiện tượng quá cảnh tiếp theo sẽ diễn ra vào ngày 10 tháng 11 năm 2084. Quá cảnh cuối cùng như vậy diễn ra vào ngày 11 tháng 5 năm 1984.
Trong sự kiện này, Mặt Trăng hầu như luôn có thể được nhìn thấy trong quá trình  quá cảnh, mặc dù do khoảng cách giữa Trái Đất và Mặt Trăng, đôi khi một hành tinh hoàn thành quá cảnh trước khi bắt đầu lần khác (lần cuối cùng xảy ra trong quá trình 1800 và sẽ xảy ra lần nữa vào năm 2394).

## Nhìn từ Trái Đất
Một quá cảnh của Trái Đất từ Sao Hỏa tương ứng với Sao Hỏa được chiếu sáng hoàn toàn đồng đều ở vị trí đối lập với Trái Đất, pha của nó là 180,0° mà không có bất kỳ khiếm khuyết nào về đường kính gốc. Trong sự kiện năm 1879, điều này cho phép Charles Augustus Young thử đo cẩn thận hình cầu dẹt (nén cực) của Sao Hỏa. Ông đã thu được giá trị 1/219, hoặc 0,0046. Giá trị này gần với giá trị hiện đại là 1/154 (nhiều nguồn sẽ trích dẫn một số giá trị khác nhau, chẳng hạn như 1/193, bởi vì ngay cả một vài km trong các giá trị của bán kính cực và xích đạo của sao Hỏa cũng cho một sự khác biệt đáng kể kết quả).
Gần đây hơn, các phép đo tốt hơn về sự không ổn định của Sao Hỏa đã được thực hiện bằng cách sử dụng radar từ Trái Đất. Ngoài ra, các phép đo tốt hơn đã được thực hiện bằng cách sử dụng các vệ tinh nhân tạo được đưa vào quỹ đạo quanh Sao Hỏa, bao gồm Mariner 9, Viking 1, Viking 2 và các quỹ đạo của Liên Xô và các quỹ đạo gần đây đã được phóng từ Trái Đất lên Sao Hỏa.

## Trong khoa học viễn tưởng
Một truyện ngắn khoa học viễn tưởng được xuất bản năm 1971 bởi Arthur C. Clarke, được gọi là "Quá cảnh của Trái Đất", mô tả một phi hành gia đang phải cam chịu trên sao Hỏa quan sát quá cảnh vào năm 1984. Truyện ngắn này được xuất bản lần đầu trên tạp chí Playboy số tháng 1 năm 1971.

## Ngày quá cảnh
| Ngày 10 tháng 11 năm 1595 | Ngày 5 tháng 5 năm 1621  | Ngày 8 tháng 5 năm 1700  | Ngày 9 tháng 11 năm 1800  |                          |
| Ngày 12 tháng 11 năm 1879 | Ngày 8 tháng 5 năm 1905  | Ngày 11 tháng 5 năm 1984 | Ngày 10 tháng 11 năm 2084 |                          |
| Ngày 15 tháng 11 năm 2163 | Ngày 10 tháng 5 năm 2189 | Ngày 13 tháng 5 năm 2268 | Ngày 13 tháng 11 năm 2368 | Ngày 10 tháng 5 năm 2394 |
| Ngày 17 tháng 11 năm 2447 | Ngày 13 tháng 5 năm 2473 | Ngày 16 tháng 5 năm 2552 | Ngày 15 tháng 11 năm 2652 | Ngày 13 tháng 5 năm 2678 |

## Lướt qua và quá cảnh đồng thời
Đôi khi Trái Đất chỉ sượt qua Mặt Trời trong quá trình vận chuyển. Trong trường hợp này, có thể thấy ở một số khu vực trên Sao Hỏa có thể nhìn thấy toàn bộ quá trình quá cảnh trong khi ở các khu vực khác chỉ có một phần quá cảnh (không có liên hệ thứ hai hoặc thứ ba). Quá cảnh cuối cùng của loại này là vào ngày 30 tháng 4 năm 1211 và quá cảnh tiếp theo như vậy sẽ xảy ra vào ngày 27 tháng 11 năm 4356. Cũng có thể một quá cảnh của Trái Đất có thể được nhìn thấy ở một số phần của Sao Hỏa là quá cảnh một phần, trong khi ở những nơi khác Trái Đất đi qua Mặt Trời. Quá cảnh như vậy xảy ra lần cuối vào ngày 26 tháng 10 năm 664 và quá cảnh tiếp theo của loại này sẽ xảy ra vào ngày 14 tháng 12 năm 5934.
Sự xuất hiện đồng thời của hiện tượng quá cảnh của Sao Kim và quá cảnh Trái Đất là cực kỳ hiếm, và sẽ xảy ra vào năm 571.471.